# Флегмона
Флегмо́на (лат. phlegmone від грец. φλεγμονή — «жар», «запалення») — розлите гнійне запалення м'яких тканин, що характеризується їхнім просяканням гноєм з тенденцією до швидкого поширення й залучення до процесу прилеглих м'язів, сухожиль, жирової клітковини.
Флегмону у внутрішньому шарі шкіри англійською називають cellulitis — українською цей термін іноді перекладають як целюліт (проте слово целюліт також (і, можливо, навіть частіше) уживають в іншому значенні: англ. cellulite — т. зв. синдром апельсинової шкірки).

## Загальна характеристика
На відміну від абсцесу, при якому є вогнище гнійного запалення, відмежоване від навколишніх тканин так званою піогенною мембраною, флегмона не має тенденції до обмеження.

## Класифікація

### Залежно від шарів, уражених флегмоною
- Підшкірна
- Субфасціальна
- Міжм'язова

### Залежно від локалізації
- Флегмона середостіння
- Флегмона заочеревинного простору
- Флегмона грудної стінки

Флегмона може розвиватися в будь-якій частині тіла, а при бурхливому розвитку охоплювати ряд анатомічних областей, наприклад, стегнову, сідничну, поперекову тощо.

## Етіологія
Збудниками хвороби є стрептококи, кишкова паличка, протей, анаеробні і гнильні мікроорганізми.

## Патогенез
Зараження відбувається найчастіше через рани. Протягом першої ж доби відзначається підвищення температури, біль та утворення серозного ексудату. Надалі місцево спостерігається серозна інфільтрація тканин, але на 2-3-й день (залежно від виду мікробних асоціацій) з'являються серозно-гнійні (стрептококи), гнійні (стафілококи) або іхорозні (гнійна інфекція) виділення. Інфікована ділянка та сусідні тканини інфільтровані, набряклі, шкіра почервоніла. Є біль при пальпації в цій же зоні. Виділення з рани стає брудно-коричневим, набуває неприємного запаху. Якщо в гнійному секреті розпочинається газоутворення, говорять про газову флегмону, яку не потрібно плутати з анаеробною газовою інфекцією. Якщо не вжити відповідних заходів (великі розрізи для розтину сполучнотканинних просторів, видалення гною і некротичних тканин), то запально-некротичний процес прогресуватиме.

## Ускладнення
У ряді випадків перебіг захворювання може бути блискавичним зі швидким прогресуванням запалення, сепсисом, може виникнути небезпека ерозії артерії (кровотеча), гнійного тромбофлебіту і тромбоемболії легеневої артерії.

## Лікування
Лікування флегмони проводять спочатку хірургічним шляхом: розкривають запалену ділянку тканини, дренують гній і промивають порожнину флегмони дезинфікуючим розчином. При необхідності призначають 
внутрішньом'язово антибіотики широкого спектра дії. Необхідні ретельні щоденні перев'язки з оглядом рани для попередження можливого рецидиву.

## Прогноз
При флегмоні прогноз залежить від багатьох факторів, наприклад збудника, стану організму, як швидко розпочато адекватне лікування та інші.